# Francesc Xavier de Borbó i de Saxònia
Francesc Xavier de Borbó i de Saxònia (Caserta, 17 de febrer de 1757 – Aranjuez, 10 d'abril de 1771) va ser príncep de Nàpols i de Sicília i infant d'Espanya, fill de Carles III d'Espanya, mort als catorze anys.
Va néixer el 17 de febrer de 1757 al Palau Reial de Caserta. Va ser fill el sisè i darrer fill mascle de Carles VII de Nàpols i V de Sicília —futur Carles III d'Espanya— i de Maria Amàlia de Saxònia, i germà dels futurs Carles IV d'Espanya i Ferran IV de Nàpols. Des del naixement va ser príncep de Nàpols i de Sicília. Va ser cavaller de l'orde del Toisó d'Or, nomenat el 1757, de l'orde de l'Esperit Sant i de Sant Gener.
Va esdevenir infant d'Espanya en pujar al tron el seu pare com a Carles III el 10 d'agost de 1759, i com a tal se li va assignar una llista civil de 7.200 escuts. Juntament amb els pares i germans, va arribar a Barcelona procedent de Nàpols el 17 d'octubre de 1759 a bord de la fragata Triunfante. Una any més tard va morir la seva mare i va quedar a cura del seu pare, que va intentar procurar-li a ell i als seus germans una educació superior a la d'altres prínceps dels mateix rang.
En arribar a Espanya se li van atorgar per al seus sosteniment les comanadories d'Alcanyís, Manzanares, Fresneda i Ráfales, de l'orde de Calatrava. Poc més se sap de la seva vida fins a la seva mort, succeïda a Aranjuez el 10 d'abril de 1771, amb catorze anys, a causa de la verola. Aquest fet va causar dolor al seu pare almenys fins al naixement del seu net, Carles Climent, el setembre del mateix any. Entre els seus darrers servidors constaven el ducs de Béjar i del Parque, entre d'altres.
L'infant va ser enterrat al Panteó d'Infants del monestir d'El Escorial.